# Wimsheim
Wimsheim település Németországban, azon belül Baden-Württembergben. Lakosainak száma 2866 fő (2023. december 31.).

## Népesség
A település népessége az elmúlt években az alábbi módon változott:
| Lakosok száma | 1749 | 2832 | 2837 | 2841 | 2851 | 2866 |
|               | 1975 | 2017 | 2019 | 2021 | 2022 | 2023 |